# Lluís Carreras i Esclusa
Lluis Carreras i Esclusa (LLeida, 1892 - Lleida 1960) fou un compositor, mestre, director i pianista català.
Es va formar a la capella de música de la seu de Lleida i amb Joan Baptista Lambert a l'Escola de Música Municipal de Barcelona. L'artista va desenvolupar quasi tota la seva carrera a la seva terra natal. Va exercir quasi tota la seva carrera musical, com a compositor, pianista i professor a Lleida. Sobretot es va dedicar a la ensenyança del piano als seus deixebles, compaginant-ho amb la seva activitat professional a la Diputació Provincial. El 1929 formà part de la junta directiva, amb funcions de secretari, de la Unió Musical de Lleida. A meitat dels anys 20 va ser pianista d'un septet que acostumava a actuar al Teatre Victòria. Malgrat la seva reticència a marxar de Lleida, durant alguns anys va dirigir la Banda Municipal de Gijón, fundada al 1878 per José Garay. Va ser un compositor molt prolífic, entre les seves composicions trobem valsos poètics, peces de concert, sardanes i boleros. També destacà com intèrpret de piano.